# تيم باركر
تيم باركر (بالإنجليزية: Tim Parker)‏ (23 فبراير 1993 بهيكسفيلي في الولايات المتحدة - ) هو لاعب كرة قدم أمريكي في مركز الدفاع. شارك مع منتخب الولايات المتحدة تحت 18 سنة لكرة القدم ومنتخب الولايات المتحدة تحت 23 سنة لكرة القدم ومنتخب الولايات المتحدة لكرة القدم. أما مع النوادي، فقد لعب مع فانكوفر وايتكابس ونيويورك ريد بولز وWhitecaps FC 2 ‏ وBrooklyn Italians ‏ وLong Island Rough Riders ‏.

## وصلات خارجية
- تيم باركر على موقع الدوري الأمريكي (الإنجليزية)
- تيم باركر على موقع قاعدة بيانات كرة القدم.إي يو (الإنجليزية)
- تيم باركر على موقع ناشيونال فوتبول تيمز (الإنجليزية)
- تيم باركر على موقع Soccerbase.com (لاعب) (الإنجليزية)
- تيم باركر على موقع Soccerway.com (الإنجليزية)
- تيم باركر على موقع عالم كرة القدم.نت (الإنجليزية)
- تيم باركر على موقع AS.com (الإسبانية)